# Microgale
Microgale là một chi động vật có vú trong họ Tenrecidae, bộ Afrosoricida. Chi này được Thomas miêu tả năm 1882. Loài điển hình của chi này là Microgale longicaudata Thomas, 1882.

## Các loài
Chi này gồm các loài: